# Kiutasítás
A kiutasítás jogi fogalom, amelynek tartalma  a hasonlóságok ellenére sem azonos a kitiltással.
A kiutasítás egy büntetés, amely a korábbi magyar büntetőjogban a mellékbüntetések, a hatályos 2012. évi C. törvény rendelkezései között pedig a főbüntetések között kapott helyet.

## Az Emberi Jogok Európai  Egyezményében
Az Európai Jogok Európai Egyezményének 3. cikke kimondja a saját állampolgárok kiutasításának tilalmát. Ezek szerint senkit sem lehet sem egyéni, sem kollektív rendszabályokkal annak az államnak a területéről kiutasítani, melynek honosa (1.pont),  továbbá senkit sem lehet megfosztani azon jogától, hogy annak az
államnak a területére belépjen, melynek honosa (2. pont).  
Ez a tilalom többes állampolgárság esetén minden egyes állampolgársággal kapcsolatban külön-külön is irányadó. 

## Magyarországon
Lényege az, hogy azt a nem magyar állampolgár elkövetőt, akinek Magyarországon tartózkodása nemkívánatos, az ország területéről ki kell utasítani; a kiutasított köteles az ország területét elhagyni, és a kiutasítás tartama alatt nem térhet vissza.

## A hatályos magyar szabályozás
A kiutasításról a Büntető Törvénykönyv 59. és 60. §§-ai rendelkeznek.
Azt a nem magyar állampolgár elkövetőt, akinek az országban tartózkodása nemkívánatos, Magyarország területéről ki kell utasítani. A kiutasított köteles az ország területét elhagyni, és a kiutasítás tartama alatt nem térhet vissza. Nem utasítható ki az, aki menedékjogot élvez.
A szabad mozgás és tartózkodás jogával, valamint Magyarország területén letelepedettként vagy bevándoroltként tartózkodási joggal rendelkező személlyel szemben kiutasításnak csak olyan bűncselekmény elkövetése miatt lehet helye, amely 5 évi vagy azt meghaladó tartamú szabadságvesztéssel büntetendő.
Azzal szemben,
- a) aki Magyarország területén legalább 10 éve jogszerűen tartózkodik, vagy
- b) aki Magyarország területén jogszerűen tartózkodik, és a családi élet tiszteletben tartásához való joga sérülne,

csak 10 évi vagy azt meghaladó tartamú szabadságvesztés kiszabása esetén lehet helye kiutasításnak, feltéve, hogy az elkövetőnek az országban tartózkodása a közbiztonságot jelentősen veszélyeztetné.
A kiutasítás határozott ideig tart, vagy végleges hatályú.
A határozott ideig tartó kiutasítás legrövidebb tartama 1 év, leghosszabb tartama 10 év.
A határzár tiltott átlépése (Btk. 352/A. §), a határzár megrongálása (Btk. 352/B. §), valamint a határzárral kapcsolatos építési munka akadályozása (Btk. 352/C. §) esetén kiszabott végrehajtandó szabadságvesztés mellett, valamint a 85. § (1a) bekezdésben meghatározott esetben a kiutasítás nem mellőzhető. Amennyiben a kiutasítás határozott ideig tart, annak tartama a kiszabott szabadságvesztés tartamának kétszerese, de legalább két év. A kiutasítás tartamát években, hónapokban és napokban is meg lehet állapítani.
Végleges hatállyal az utasítható ki, akit tízévi vagy azt meghaladó tartamú szabadságvesztésre ítélnek, és - figyelemmel a bűncselekmény kiemelkedő súlyára, az elkövetés jellegére, és az elkövető kapcsolataira - az országban tartózkodása a közbiztonságot jelentősen veszélyeztetné. A szabad mozgás és tartózkodás jogával rendelkező személy végleges hatállyal nem utasítható ki.
A kiutasítás tartama az ügydöntő határozat jogerőre emelkedésével kezdődik. A kiutasítás tartamába nem számít bele az az idő, amely alatt az elítélt szabadságvesztés büntetést tölt.
A végleges hatályú kiutasítás alól a bíróság a kiutasítottat kérelmére mentesítheti, ha a kiutasítás óta tíz év eltelt, és a kiutasított arra érdemes.

## Elképzelések az Alaptörvény módosítására  2025-ben
2025. márciusának elején Kocsis Máté, a Fidesz frakcióvezetője tette közzé a Facebook-oldalán az ismét módosítani tervezett alaptörvény XIV.cikkének tervezett szövegét,  amely szerint 

„Más állam állampolgárságával is rendelkező magyar állampolgár Magyarország területéről törvényben meghatározott feltételek esetén kiutasítható, ha tevékenysége Magyarország szuverenitását, közrendjét, területi integritását vagy biztonságát veszélyezteti. ”